# Гі Еллерс
Гі Еллерс (фр. Guy Hellers, нар. 10 жовтня 1964, Люксембург) — люксембурзький футболіст, що грав на позиції півзахисника, насамперед за клуб «Стандард» (Льєж) та національну збірну Люксембургу. По завершенні ігрової кар'єри — тренер.

## Клубна кар'єра
У дорослому футболі дебютував 1980 року виступами за французький «Мец», в якому провів два сезони. 
1983 року перейшов до бельгійського «Стандарда» (Льєж), за який відіграв наступні 17 сезонів. Більшість часу, проведеного у складі «Стандарда», був основним гравцем команди. З 1996 року був капітаном льєзької команди. Восени 1999 року мав конфлікт з тренером Томиславом Івичем, після якого втратив місце в команді, а невдовзі оголосив про завершення ігрової кар'єри.

## Виступи за збірну
1982 року дебютував в офіційних матчах у складі національної збірної Люксембургу.
Загалом протягом кар'єри у національній команді, яка тривала 16 років, провів у її формі 55 матчів, забивши 2 голи.

## Кар'єра тренера
Після завершення ігрової кар'єри перейшов на тренерську роботу. Працював з юнацькими збірними Люксембургу, а 2004 року змінив данця Аллана Сімонсена на посаді головного тренера національної збірної Люксембургу. Працював зі збірною до 2010 року.

## Титули і досягнення
- Володар Кубка Бельгії (1):

«Стандард» (Льєж): 1992-1993
- Володар Суперкубка Бельгії (1):

«Стандард» (Льєж): 1983